# Mercedes-Benz CapaCity L
Mercedes-Benz CapaCity L je model zcela nízkopodlažního městského čtyřnápravového kloubového autobusu, vyráběný od roku 2014 společností Daimler Buses (do roku 2023 EvoBus), kterou vlastní koncern Daimler Truck. S délkou přibližně 21 metrů se jedná o nejdelší model autobusu značky Mercedes-Benz, druhým nejdelším je CapaCity o délce přibližně 19,7 metrů. Oba tyto modely jsou odvozené z řady Mercedes-Benz Citaro, konkrétně z kloubového modelu Citaro G.

## Popis
Jedná se o model určený pro velmi vytížené městské linky. Model CapaCity L vznikl prodloužením modelu CapaCity o 1 270 mm. Konkrétně došlo k prodloužení prvního článku o 610 mm za druhou nápravou a druhého článku o 660 mm před třetí nápravou. Hnací nápravou zůstala náprava třetí, řiditelná je náprava první a čtvrtá. V pravé bočnici autobusu se nachází celkem čtvery nebo patery dvoukřídlé dveře.

## Výroba a provoz
Představení modelu CapaCity L proběhlo 1. prosince 2014 a v dalším roce byl předán dopravci Hamburger Hochbahn, který zajišťuje dopravu v německém Hamburku.
V roce 2016 byl autobus CapaCity L testován v Praze. V následujícím roce byl opět vypůjčen Dopravním podnikem hl. m. Prahy. V obou letech byl nasazován na linku 119, zajišťující dopravní spojení na Letiště Václava Havla.